# Piva
Piva (cyrilicí psáno Пива) je 34 kilometrů dlouhá řeka na Balkáně, jedna ze zdrojnic Driny. Je nesplavná, využívá se k rekreačnímu raftingu.
Řeka vyvěrá z pramene Sinjac v centrální části Černé Hory a teče severozápadním směrem. Na jejím horním toku se nachází Pivský monastýr z 16. století. Piva teče přes náhorní plošinu Pivska planina mezi vápencovými skalami a vytváří hluboký kaňon, u města Plužine byla na řece v roce 1975 vybudována přehrada Mratinje, s rozlohou 12,5 km² největší umělá vodní nádrž v Černé Hoře. U vesnice Šćepan Polje Piva překračuje státní hranici do Bosny a Hercegoviny, po půldruhém kilometru se spojuje s Tarou, přitékající zprava, a společně vytvářejí Drinu.
V roce 2013 byl kaňon Pivy zařazen cestovatelským portálem Places To See In Your Lifetime mezi deset nejpůsobivějších kaňonů světa.